# Erik Jonsson i Fors

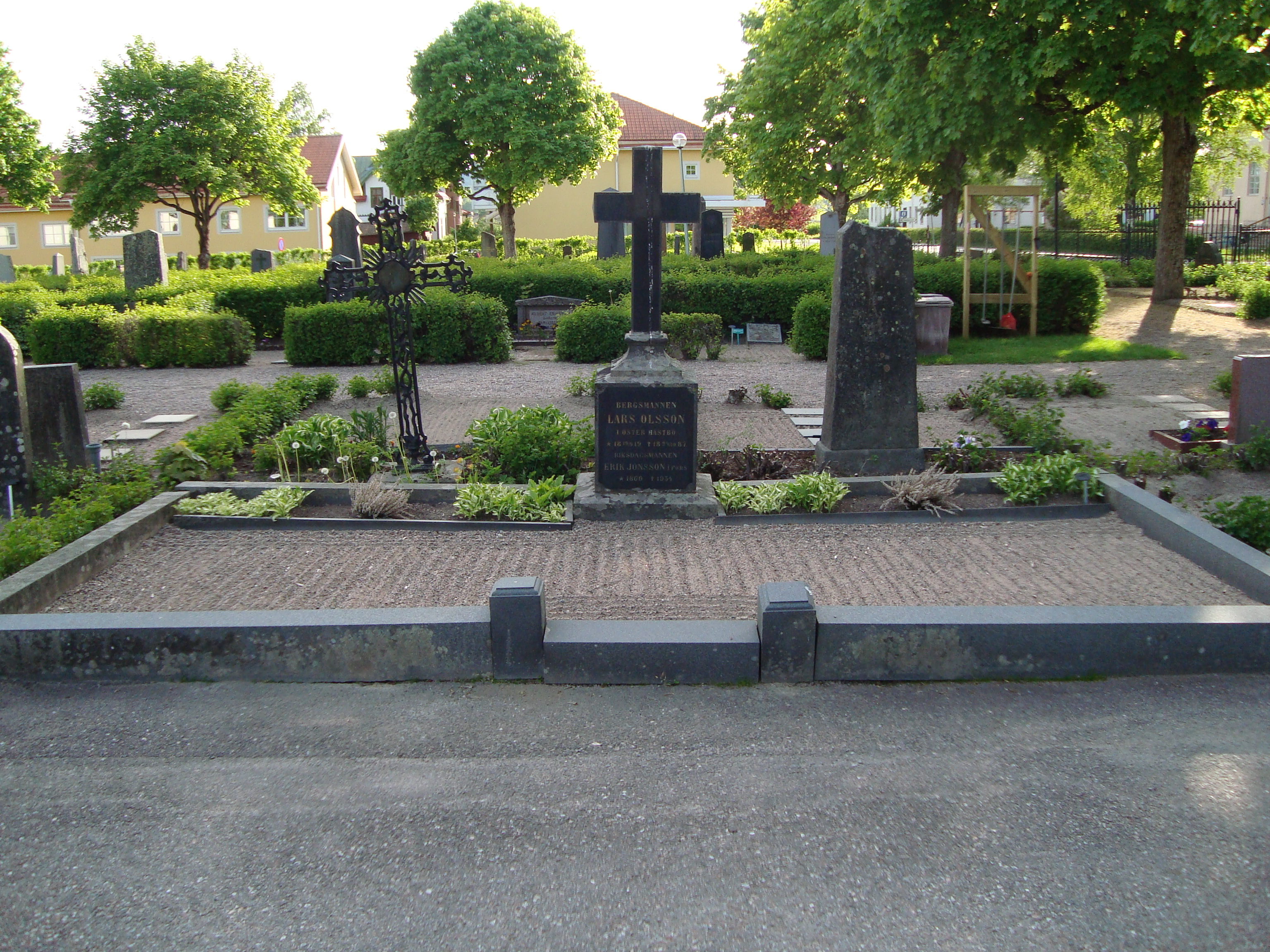
Erik Jonssons grav vid Torsåkers kyrka.

Erik Jonsson (i riksdagen kallad Jonsson i Fors), född 22 augusti 1860 i Torsåkers socken, Gästrikland, död där 28 april 1934, var en svensk lantbrukare och politiker (liberal).
Erik Jonsson, som kom från en bondesläkt, var lantbrukare i Fors i Torsåkers socken, Gästrikland. Han var riksdagsledamot i första kammaren för Gävleborgs läns valkrets i två omgångar, 1912-1916 samt från 9 november 1918 till och med lagtima riksmötet 1919. I riksdagen tillhörde han Frisinnade landsföreningens riksdagsgrupp Liberala samlingspartiet. Han var bland annat suppleant i jordbruksutskottet 1913-1916.